# Соколовский (Волгоградская область)
Соколовский — хутор в Нехаевском районе Волгоградской области России, в составе Тишанского сельского поселения.
Население — 143 (2010).

## История
Первоначально известен как Соколов. Хутор относился к юрту станицы Тишанской Хопёрского округа Земли Войска Донского (с 1870 — Область Войска Донского). В данных переписи 1859 года значится как хутора Ратанов. В 1859 году на хуторе проживали 6 душ мужского и 7 женского пола. Согласно переписи населения 1897 года на хуторе проживали 57 мужчин и 70 женщин, грамотных: мужчин — 22 (38,6 %), женщин — 6 (8,5 %).
Согласно алфавитному списку населённых мест Области Войска Донского 1915 года земельный надел хутора составлял 800 десятин, проживали 109 мужчин и 89 женщин.
С 1928 года — в составе Нехаевского района Хопёрского округа (упразднён в 1930 году) Нижне-Волжского края (с 1934 года — Сталинградского края). Хутор входил в состав 1-го Суховского сельсовета
В 1968 году центр Суховского сельсовета был перенесен из хутора Суховский 1-й в хутор Соколовский, Суховский сельсовет был переименован в Соколовский сельсовет.
С 2004 года — хутор в составе Тишанского сельского поселения.

## География
Хутор расположен на реке Тишанке, на высоте около 75 метров над уровнем моря. В районе хутора долина Тишанки имеет асимметричный профиль, правый склон, на котором расположена большая часть хутора, — пологий, левый — крутой. Почвы — чернозёмы южные
Географическое положение
По автомобильным дорогам расстояние до станицы Тишанской — 16 км, до районного центра станицы Нехаевской — 8,2 км, до областного центра города Волгограда — 340 км.
Часовой пояс
Соколовский, как и вся Волгоградская область, находится в часовой зоне МСК (московское время). Смещение применяемого времени относительно UTC составляет +3:00.

## Население
Динамика численности населения по годам:
| 1859 | 1897 | 1915 | 1989 | 2002 |
| ---- | ---- | ---- | ---- | ---- |
| 13   | 127  | 198  | ≈270 | 183  |

| 2010 |
| ---- |
| 143  |

## Транспорт
Хутор огибает автодорога Нехаевская — Тишанская. 